# 佩鲁姆巴沃奥尔
佩鲁姆巴沃奥尔（Perumbavoor），是印度喀拉拉邦Ernakulam县的一个城镇。总人口26550（2001年）。

## 人口
该地2001年总人口26550人，其中男性13146人，女性13404人；0—6岁人口2959人，其中男1566人，女1393人；识字率83.90%，其中男性为85.39%，女性为82.43%。